# Bằng Tú tài Quốc tế
Chương trình học Bằng Tú tài Quốc tế (IB) có 3 bậc, bậc cao nhất của IB (The IB Diploma Programme) dành cho học sinh độ tuổi từ 16 đến 19. Chương trình này được thiết lập như cấp 3/dự bị đại học kéo dài 2 năm cho học sinh các trường quốc tế. Với một kết cấu các nhóm môn học và giáo trình khá toàn diện, IB được nhiều trường đại học trên thế giới công nhận và đánh giá cao, đặc biệt ở Mỹ và Châu Âu.
Đây là một bằng cấp của Tổ chức Tú tài Quốc tế (tiếng Anh: International Baccalaureate Organization, viết tắt IBO), với trụ sở chính tại Geneva, Thụy Sĩ và thành lập năm 1968. IB có 3 giáo trình, chương trình giảng dạy cho học sinh từ 3 đến 19 tuổi.